# Сергеєв Микола Олександрович
Мико́ла Олекса́ндрович Сергіїв (1855, Харків, Російська імперія — 1919) — художник-пейзажист, живописець. Почесний вільний общнік Петербурзькій академії мистецтв (з 1887 року). 

## Біографічні відомості
Навчався у 2-й харківській гімназії.
Живопису навчався у відомого майстра і професора Л. Ф. Лагоріо у Петербурзькій академії мистецтв.
Один із засновників і експонент Товариства ім. А. І. Куїнджі, член Товариства російських акварелістів, Санкт-Петербурзького товариства художників. Писав переважно пейзажі. Його роботи є в Державному Російському музеї («Збір яблук в Чернігівській губернії», 1898), музеях Іркутська, Плеса, Томська.
У 1889 році був нагороджений орденом святого Станіслава 3-го ступеня в заохочення діяльності на художній ниві. У 1910 році М. О. Сергєєв став академіком пейзажного живопису.
Роботи: «Водяний млин», «Залишена хата в Україні», «Затока Дніпра», «Пасіка в Україні», «Степ», «Веселка», цикл «Пори року».

## Галерея

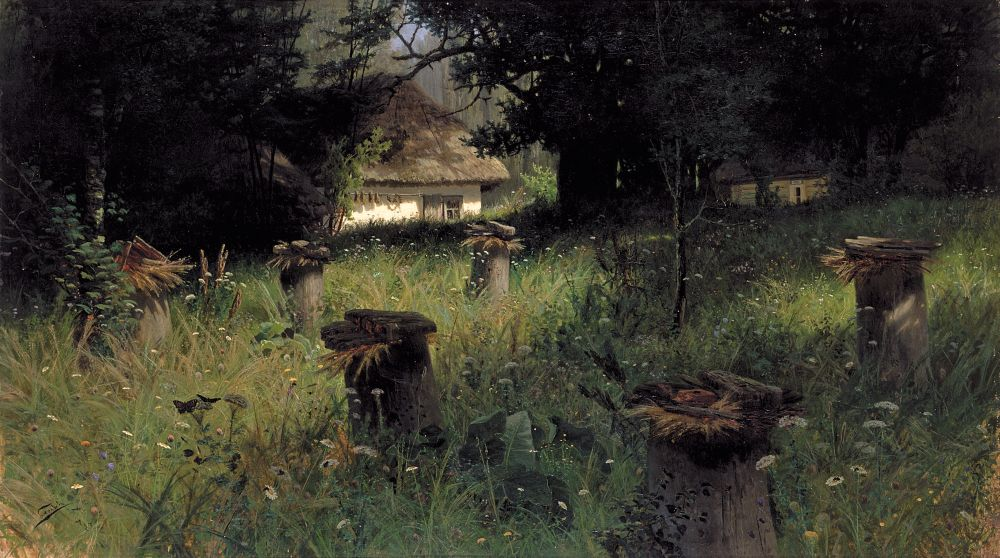
«Пасіка», 1885. Національний художній музей України, Київ
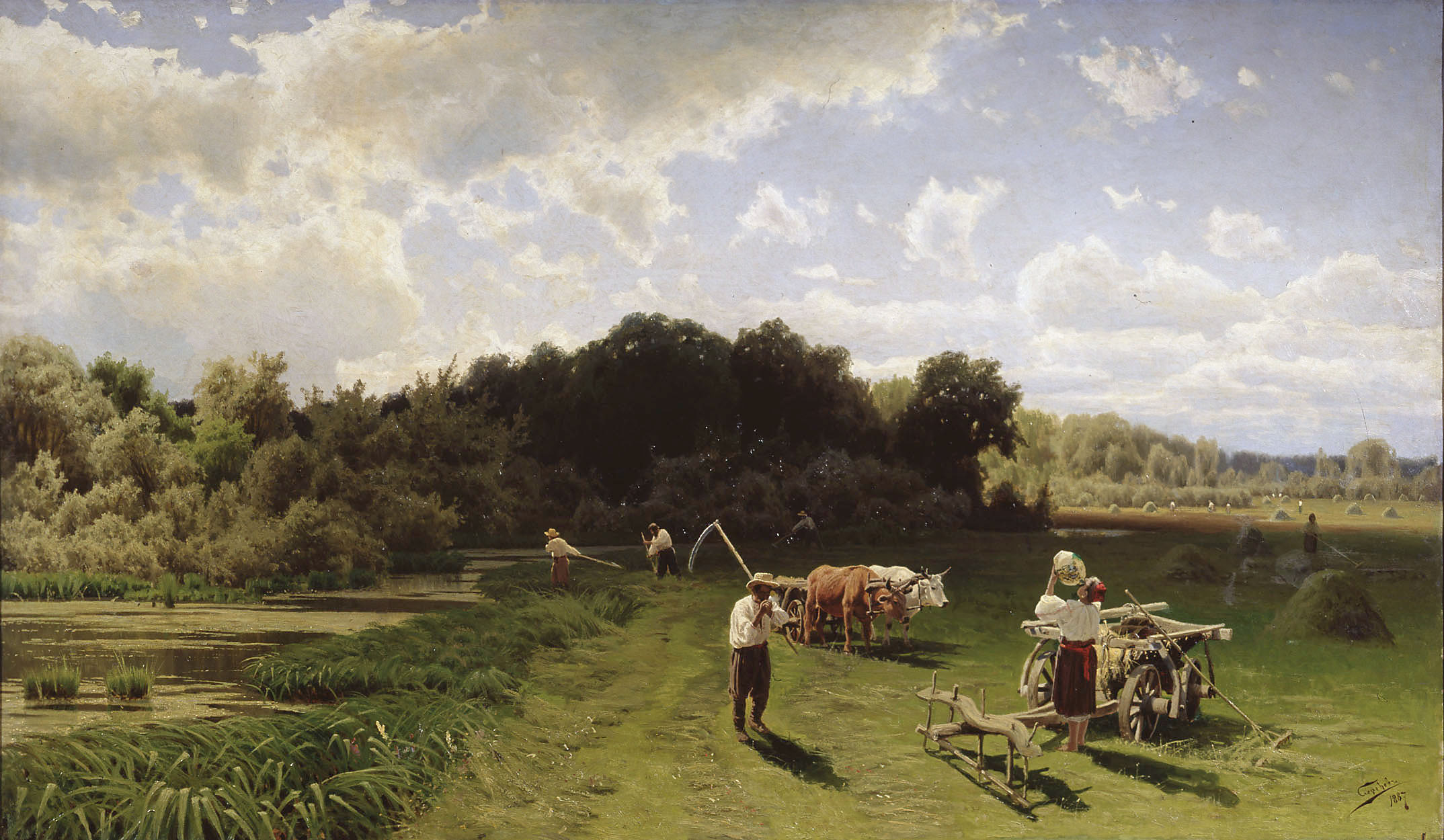
«Сінокіс» (1887)
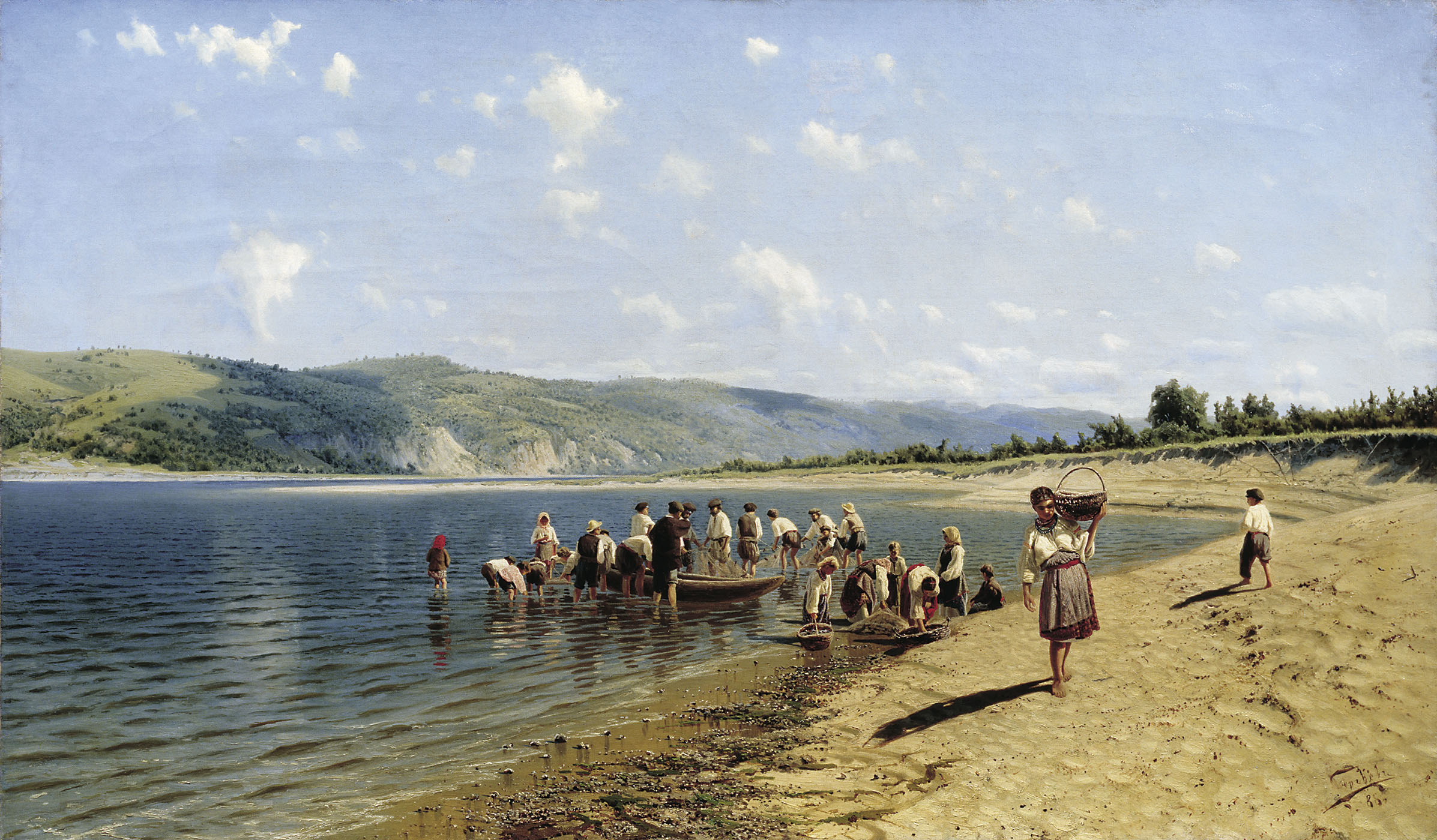
«Тоня на Дніпрі» (1889)
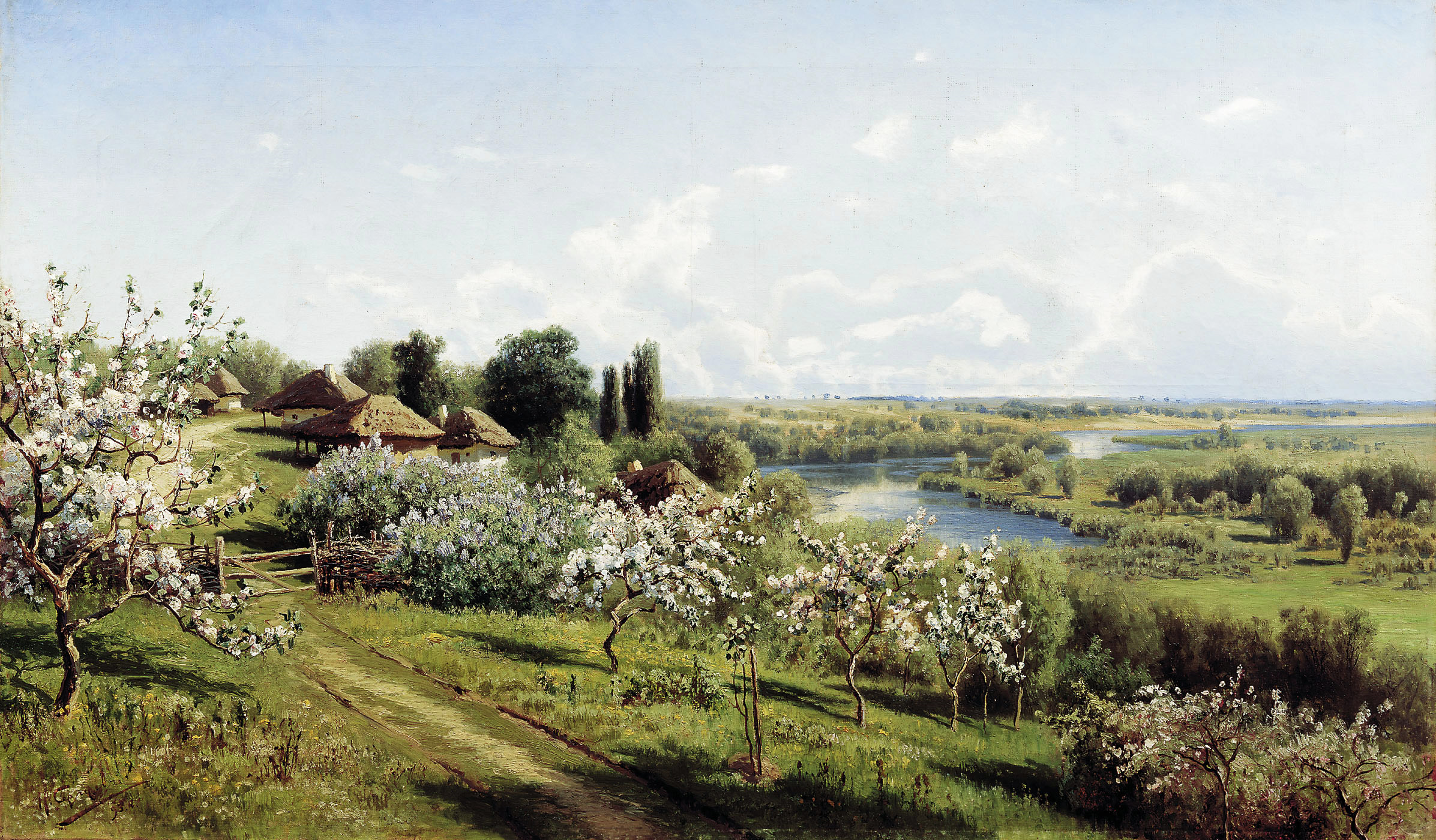
«Яблуні в цвіту. У Малоросії» (1895)
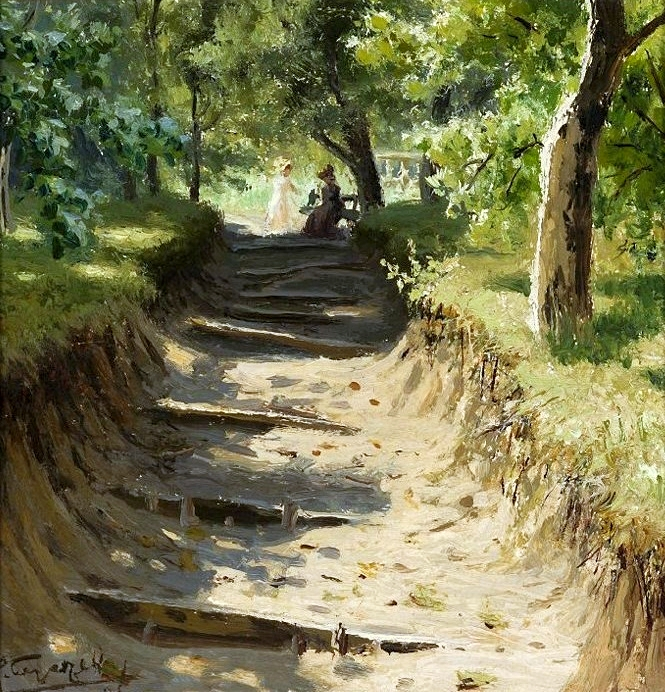
«Алея в саду» (1906)
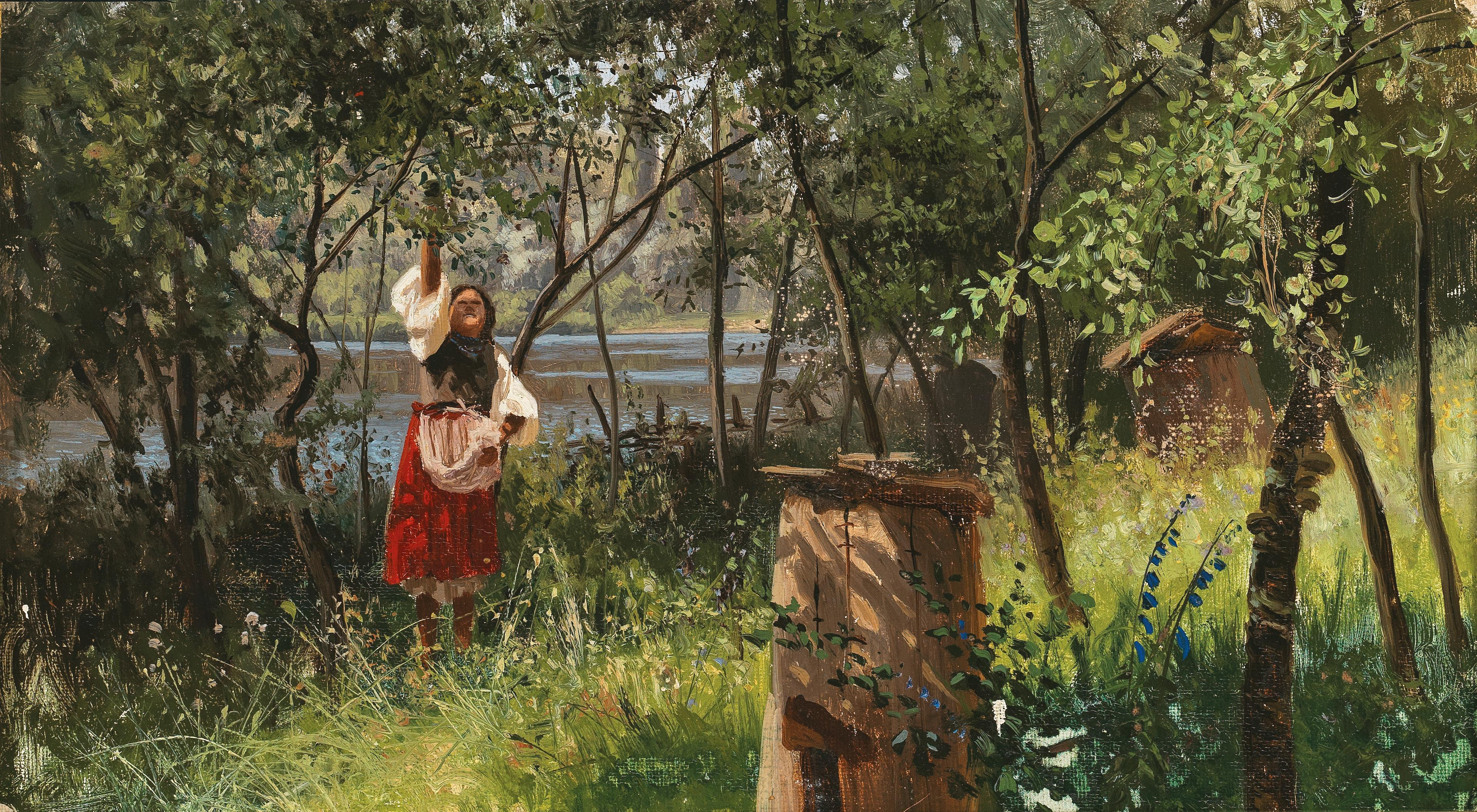
«Селянка біля річки»  (до 1919)